# Taban Air
Табан Ейр (англ. Taban Air) — іранська авіакомпанія, заснована в 2005.

## Флот
Флот виглядав так: Boeing 737-400 і MD-88(83), а також з Airbus A310. Раніше авіакомпанія експлуатувала лайнери Ту-154М.

## Події
- 24 січня 2010 Ту-154 з номером RA-85787 зробив грубу посадку в аеропорту Мешхед. Лайнер був узятий у лізинг у фірми «KOLAVIA».
- 4 червня 2013 в аеропорту Казвина вимушену посадку здійснив літак McDouglas MD-83. Причиною стала відмова двигуна.
- 10 серпня 2014 Iran-141 авіакомпанії Sepahan Airlines розбився в аеропорту Tegeran. Раніше помилково повідомлялося, що літак належав "Taban Air Live", так як у авіакомпанії аналогічний борт був зареєстрований в "мокрому" лізингу (у списках не значиться). Загинуло 39 людей, ще 9-постраждали.